# Uovo con cigno
L'Uovo con cigno è una delle uova imperiali Fabergé, un uovo di Pasqua gioiello  che l'ultimo Zar di Russia, Nicola II donò a sua madre Dagmar di Danimarca, per la Pasqua del 1906 e in ricordo del 40º anniversario del matrimonio di Lei. 
Per la stessa occasione, lo zar donò alla moglie l'Uovo del Cremlino.
Fu fabbricato a San Pietroburgo, per conto del gioielliere russo Peter Carl Fabergé, della Fabergè.

## Proprietari
Dopo la caduta della dinastia Romanov causata dalla Rivoluzione russa l'uovo, come molti altri tesori imperiali, fu confiscato dal Governo Provvisorio Russo. 
Attorno al 1927 fu una delle nove uova vendute dall'Antikvariat ad Emanuel Snowman della gioielleria Wartski, di Londra. 
Nel 1933 fu acquistato da Charles Parsons, di Londra, per conto del quale nel 1939 le Hammer Galleries di New York lo vendettero al re Farouk d'Egitto. 
Nel 1954, per decisione del nuovo governo egiziano, Sotheby's Cairo tenne la King Farouk sale, nella quale A la Vieille Russie di New York si aggiudicò l'uovo per poi rivenderlo a Maurice Sandoz. 
Alla morte di quest'ultimo, nel 1958, l'uovo entrò a far parte della Collection of the late Dr. Maurice Sandoz, nel 1977 passò alla Collection Edouard and Maurice Sandoz e poi nel 1995 alla Fondation Edouard et Maurice Sandoz di Losanna.

## Descrizione
L'uovo è realizzato in oro smaltato color malva con all'esterno una trama d'oro di nastri e fiocchi decorati con diamanti tagliati a rosa, che nasconde la divisione quando è chiuso. 
Sulla parte superiore un grande diamante tagliato come una lastra sottile copre l'anno "1906". Un altro diamante simile è posto alla base dove probabilmente un tempo era visibile il monogramma dello zar.

### Sorpresa
La sorpresa è una miniatura in oro e argento di un cigno su un "lago" di acquamarina. Avvolgendo l'ingranaggio sotto una delle ali, si fanno muovere il collo e le ali del cigno. 
In Russia, il cigno è considerato un simbolo della vita familiare e della permanenza del vincolo del matrimonio.

## Ispirazione

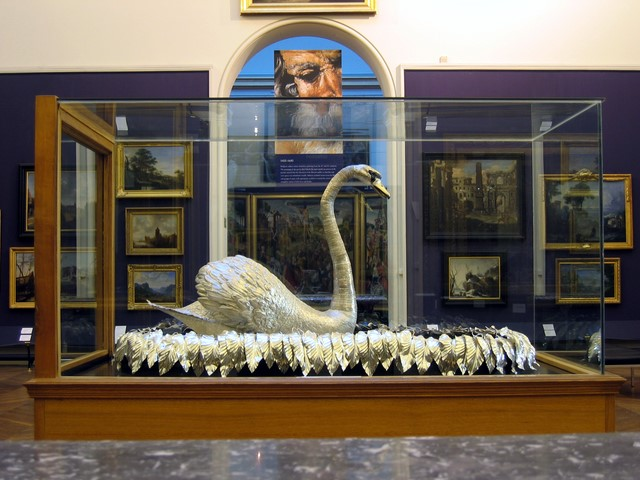
Il Cigno d'argento al Bowes Museum.

Per la realizzazione del cigno in miniatura è stato preso a modello il Cigno d'argento di James Cox, un automa risalente al XVIII secolo, ora ospitato nel Bowes Museum di Barnard Castle; Fabergé probabilmente ha visto l'automa quando era in mostra all'esposizione universale del 1867 di Parigi.